# Susanne Weber (Pädagogin)
Susanne Weber (* 1961 in Braunschweig) ist eine deutsche Wirtschaftswissenschaftlerin und Wirtschaftspädagogin, die seit 2005 als Professorin an der Ludwig-Maximilians-Universität München forscht und lehrt. Ihre Forschungsschwerpunkte liegen insbesondere im Bereich der Bildungsforschung und der empirischen Pädagogik.

## Leben
Weber absolvierte von 1978 bis 1980 eine Ausbildung als Bankkauffrau und arbeitete noch fünf Jahre in diesem Beruf. 1985 legte sie die Immaturenprüfung ab und nahm ihr Studium der Wirtschaftspädagogik an der Georg-August-Universität Göttingen auf, das sie als Diplom-Handelslehrerin 1990 abschloss. Bis zu ihrer Promotion 1994  zum  Dr. rer. pol. arbeitete sie im Seminar für Wirtschaftspädagogik in Göttingen als wissenschaftliche Mitarbeiterin und anschließend  bis 2004 als wissenschaftliche Assistentin. Die Dissertation schloss sie summa cum laude mit dem Thema Vorwissen in der betriebswirtschaftlichen Ausbildung. Eine  struktur- und inhaltsanalytische Studie ab.
Weber unternahm mehrere internationale Forschungsaufenthalte an verschiedenen Universitäten und arbeitete in unterschiedlichen internationalen Arbeitsgruppen mit. Unter anderem engagierte sie sich im Erasmus-Programm.
2004 habilitierte sich Weber mit der Veröffentlichung Initiating intercultural learning and development – in the field of business and economic education an der Humboldt-Universität zu Berlin. Anschließend war sie ein Jahr lang an der Universität zu Berlin als Privatdozentin und am Seminar für Wirtschaftspädagogik an der Universität Göttingen als Oberassistentin tätig, bis sie schließlich 2005 dem Ruf für die Stelle einer ordentlichen Universitätsprofessorin für Wirtschaftspädagogik an der Fakultät für Betriebswirtschaft der Ludwig-Maximilians-Universität München folgte. Weiterhin sitzt sie im Institutsvorstand des betreffenden Seminars.
Weber ist seit 1994 mit dem ehemaligen Professor und Wirtschaftspädagogen Frank Achtenhagen verheiratet.

## Forschungsschwerpunkte
Webers Schwerpunkte lassen sich in der Berufspädagogik finden. Sie untersucht insbesondere die Bedeutung von Vorwissen und Schlüsselqualifikationen sowie die Verzahnung von individuellen und kollektiven Lehr- und Lernprozessen im beruflichen Kontext. Eines ihrer Hauptaugenmerke liegt hierbei in der empirischen Überprüfbarkeit, Messung und Evaluation beruflicher Kompetenz sowie einer Erarbeitung der Grundlagen eines Berufs-PISA auf nationaler und internationaler Ebene. Sie greift diesbezüglich den Begriff „Mehrdimensionale Lehr-Lern-Arrangements“ auf, der im Rahmen eines Handlungsorientierten Unterrichts im Zusammenhang mit verschiedenen Medieneinsätzen wie beispielsweise Planspielen eine besondere Rolle zukommt.
Weiterhin forscht Weber im Bereich des Interkulturelles Lernens und im Bildungsmanagement - speziell auf dem Gebiet der
„Entre- und Intrapreneurship Education“. Hierbei geht es um die Modellierung und Implementierung unternehmerischen Denkens und Handels in einen curricularen Kontext.

## Mitgliedschaften und Tätigkeiten
Weber ist Mitglied in der Deutschen Gesellschaft für Erziehungswissenschaft, der Gesellschaft für Empirische Bildungsforschung, der European Association for Research on Learning and Instruction, der American Educational Research Association sowie der International Management Education in Helsinki.
Des Weiteren arbeitet Weber seit 2006 in der Redaktion des Human Resource Development Reviews und seit 2008 der Vocations and Learning - Studies in Vocational and Professional Education mit und ist Mitherausgeberin der Zeitschrift für Lernforschung, Unterrichtswissenschaft.

## Werke (Auswahl)
- Vorwissen in der betriebswirtschaftlichen Ausbildung: Eine Struktur- und inhaltsanalytische Studie. Deutscher Universitätsverlag, Wiesbaden 1994, ISBN 3-8244-6046-7.
- Intercultural Learning as Identity Negotiation (Berufliche Bildung Im Wandel). Peter-Lang-Verlagsgruppe, Pieterlen/Bern 2005, ISBN 0-8204-7764-8 (englisch).
- Berufsbildungs-PISA: Machbarkeitsstudie. Franz Steiner Verlag, Stuttgart 2006, ISBN 3-515-08947-0.
- Becoming an Entrepreneur. Sense Publishers, Rotterdam 2014, ISBN 978-94-6209-596-0 (englisch).